# Erechthias penicillata
Erechthias penicillata là một loài bướm đêm thuộc họ Tineidae. Nó được tìm thấy ở Pacific region, bao gồm Polynésie thuộc Pháp và Hawaii.
Sải cánh dài khoảng 10 mm. Con trưởng thành có màu dâu với các đốm đậm hơn ở cánh trước.
The larvae feed in the dead leaves of Pandanus species.